# Armies of Exigo
Armies of Exigo är ett Fantasy/strategi-spel. Det finns tre olika "Stammar": The Empire, som är människor med riddare och pilbågsskyttar, The Fallen, som är insekter, spöken och skelett samt The Beasts, som är orcher och troll. När man börjar spela är man The Empire och ska klara den kampanien. Därefter följer The Fallen och till sist The Beasts. The Empire och The Beasts börjar på land medan The Fallen är under marken. Så i spelat kan man gå ner i grottor och ta sig fram under marken och sedan hoppa upp igen helt oväntat mitt inne i fiendens läger. Spelet går ut på att ta kontrollen över alla arter och rädda Exigo från att falla in i mörkret.

## Multiplayer
Det finns Online och LAN multiplayer i spelet.
Onlineversionen stängdes ner 2006 men LAN fungerar såklart.

## Scenario Editor
Det finns en editor i spelet där du kan göra dina egna slag och vara vilken art du vill. Man kan också bygga sin egen bana som man sedan använder i spelet.